# Hraniční přechod Kisufim
Hraniční přechod Kisufim přepisováno též hraniční přechod Kissufim (hebrejsky: מעבר כיסופים, Ma'avar Kisufim) byl hraniční přechod mezi Izraelem a pásmem Gazy určený pro silniční přepravu.
Nacházel se v nadmořské výšce cca 80 metrů nedaleko izraelské vesnice Kisufim, cca 42 kilometrů severozápadně od Beerševy a cca 17 kilometrů jihozápadně od města Gaza. Na dopravní síť byl na izraelské straně napojen pomocí lokální silnice 242.

## Dějiny
Hraniční přechod Kisufim sloužil jako jeden z mála hraničních přechodů mezi Izraelem a pásmem Gazy. Před rokem 2005 spojoval vlastní Izrael a blok izraelských osad v Gaze Guš Katif.
Jako jedno z hlavních míst kontaktu mezi Izraelci a palestinskými obyvateli pásma Gazy zde opakovaně docházelo k útokům, které často směřovaly proti izraelským civilním i vojenským konvojům z a do Guš Katif. 
V dubnu 1994 byl při útoku členů organizace Hamás poblíž křižovatky Kisufim zabit jeden Izraelec. 
Bezpečnostní incidenty se zintenzivnily po vypuknutí druhé intifády. 
V listopadu 2000 byl zabit řidič kamionu, který mířil po silnici spojující Kisufim a Guš Katif. 
V květnu 2001 zabili palestinští ozbrojenci dva občany Rumunska, kteří poblíž Kisufim opravovali hraniční plot. 
V listopadu 2001 zemřel při útoku Hamásu na konvoj mezi Kisufim a Guš Katif jeden Izraelec.
V březnu 2002 zahájil ozbrojený Palestinec střelbu poblíž hraničního přechodu a zastřelil jednoho izraelského vojáka. K akci se přihlásil Palestinský islámský džihád a jednotky Tanzim napojené na hnutí Fatah. 
V září 2002 odpálila skupina Palestinců velkou nálož pod izraelským tankem Merkava poblíž tohoto hraničního přechodu. Výsledkem byl jeden mrtvý izraelský voják a tři zranění.
K dalšímu útoku došlo v prosinci 2002, kdy se terčem ostřelovačů stal rabín Jicchak Arama z izraelské osady Necer Chazani, který mířil se svou rodinou do Afuly.
V prosinci 2003 zaútočily Brigády mučedníků Al-Aksá na izraelský vojenský džíp na silnici z Kisufim do Guš Katif. Zemřeli dva vojáci.
V červenci 2005 byli zabiti izraelští manželé, kteří se z Guš Katif vraceli do svého domova v Jeruzalému.
Po provedení jednostranného stažení Izraele z Gazy v létě roku 2005 ovšem byl přechod zrušen. Silnice z Guš Katif do Kisufim byla 15. srpna 2005 permanentně uzavřena pro občany Izraele. Poslední izraelský voják opustil pásmo Gazy a uzavřel bránu přechodu 12. září 2005, čímž bylo izraelské stahování z Gazy ukončeno.
Bývalý přechod zůstává ostře střeženou hranicí, kde dál dochází k teroristickým útokům proti Izraelcům ze strany Palestinců. 
V září 2006 zde palestinský ostřelovač zabil izraelského beduínského vojáka. K akci se přihlásil Hamás a Výbory lidového odporu. 
Další beduín v službě izraelské armády zde zemřel v březnu 2008, když pod jeho hlídkovým vozem podél hraničního plotu explodovala nálož. Jeho spolujezdec zemřel o pár dnů později na svá zranění. K této akci se přihlásil Hamás a Palestinský islámský džihád. 
Podobný průběh, tedy exploze nálože nastražené v pohraničním pásu, měl incident z ledna 2009, kdy zde zemřel jeden beduínský Izraelec. K zodpovědnost za útok se přiznala organizace Armáda Islámu napojená na al-Káidu.